# الغدير (بغداد)
حي الغدير أحد احياء العاصمة العراقية بغداد، يقع في شرق بغداد في جهة الرصافة. ويحده من الشمال حي زيونة ومن الجنوب منطقة بغداد الجديدة ومن الشرق سريع القناة ومن الغرب منطقة تل محمد.
فيها 3 كنائس هي:
- كنيسة مار بهنام الشهيد للسريان الكاثوليك.
- كنيسة مار متى للسريان الأرثوذكس.
- كنيسة مار كوركيس للكلدان.

ومن أشهر شوارع حي الغدير هو شارع التوت. ينقسم حي الغدير إلى محلتين محلة 706 و محلة 704.

## المدارس
- مدرسة حفصة الابتدائية للبنين (تأسست سنة 1957)
- مدرسة زيد بن ثابت الابتدائية للبنات (تأسست سنة 2002)
- مدرسة طليطلة الابتدائية المختلطة
- متوسطة المعتصم للبنين
- ثانوية الاشتراكية للبنات، بعد سقوط نظام صدام حسين تم تغير الاسم إلى ثانوية التاخي.